# 鉄拳戦士アイアン・キッド
鉄拳戦士アイアン・キッド（てっけんせんしアイアン・キッド）は、韓国のアニメーション製作会社、大元メディア制作のCGアニメーション作品である。日本のアニマックスで放送。

## ストーリー
ロボット歴617年、人類初のロボット戦争が勃発。
世界征服を狙う史上最強の戦士、「将軍カイザー」の野望は究極兵器「アイアン・フィスト」を装着した人間「エイオン」によって阻止されていた。
それから100年後。戦争の記憶がうすれゆく中、エイオンのアイアン・フィストの存在だけが伝説となって語り継がれていた。謎の少女エリーと出会ったマーティーはアイアン・フィストを手にし、冒険と戦いが始まる。

## 主要人物

### メインキャラクター
マーティー/アイアン・キッド
声 - 田内夏子
身長：153cm（変身時：155cm）、体重：40kg（アイアンファスト装着時：46kg、変身時：80kg）。12歳の少年で、好奇心が旺盛で「ロボットレスリング」が大好きである。いつもロボット犬のボタンズと一緒にいる。右腕にアイアンファストを装着し、変身すると爆発的な力を発揮する。
エリー
声 - 山名枝里子
身長：150cm、体重：38kg。13歳の少女で、しっかり者。悪の組織に狙われ、アイアンタワーから逃げてきた途中で、偶然マーティーと出会い、そこから冒険が始まる。
ボタンズ
声 - 松木信仁

### マーティーの仲間達
ガフ
声 - 浅科准平
ジョージ
声 - 鈴木マコト
師匠
声 - 田邊篤志
バイオレット
声 - 舩坂泰子
ジミー
声 -
オレンジマダム
声 - 野崎紘夢
ジェニー
声 - 山口瑞
ケリー
声 - 野崎紘夢
マックスA、マックスB
声 - 宮下弘充、田邊篤志
キャプテン・マグナム
声 - 山神敏史

### 悪の組織
ドクター・チェン
声 - 鈴木マコト
ブラック・ビューティー
声 - 仲みのり
スカー
声 - 山神敏史
ファントム
声 - 田邊篤志
カーン
声 -

## スタッフ
- 監督：カン・デイル
- 企画・製作：デザインストーム、大元メディア
- 制作総指揮：ジョン・ウク、ソン・ジョンスク
- 脚本：キム・ヒョンギョ、ジャン・ヨンミン
- 日本語版制作：ジョン・ホヨン(大元メディア)、キム・ボソク(大元メディア)、木下浩之(東映アニメーション)
- 日本語総制作：Arirang TV Media
- 演出：柴田昭子(エーエス企画)、ユン・ジヘ
- 配給協力：アニマックスブロードキャスト・ジャパン[1]